# Municipio de Jackson (condado de Des Moines)
El municipio de Jackson (en inglés: Jackson Township) es un municipio ubicado en el condado de Des Moines en el estado estadounidense de Iowa. En el año 2010 tenía una población de 129 habitantes y una densidad poblacional de 2,61 personas por km².

## Geografía
El municipio de Jackson se encuentra ubicado en las coordenadas 40°56′56″N 90°59′44″O / 40.94889, -90.99556. Según la Oficina del Censo de los Estados Unidos, el municipio tiene una superficie total de 49.36 km², de la cual 39,66 km² corresponden a tierra firme y (19,65 %) 9,7 km² es agua.

## Demografía
Según el censo de 2010, había 129 personas residiendo en el municipio de Jackson. La densidad de población era de 2,61 hab./km². De los 129 habitantes, el municipio de Jackson estaba compuesto por el 100 % blancos. Del total de la población el 0 % eran hispanos o latinos de cualquier raza.